# George Haswani
George Haswani est un homme d'affaires syro-russe, originaire de Yabroud, en Syrie. Il est accusé et soupçonné de divers trafics pour le régime syrien de Bachar el-Assad, notamment pendant le conflit syrien, et est placé sous sanctions internationales.

## Biographie
George Haswani est originaire de Yabroud, en Syrie. Il a été directeur adjoint de la raffinerie de Banias. Il part étudier en Union soviétique, à l’Université polytechnique de Leningrad, avec une bourse du ministère syrien de l'enseignement supérieur et soutient sa thèse de doctorat en 1979. Temporairement affecté en tant que directeur après la démission de celui-ci, Haswani démissionne après l'affectation d'un nouveau directeur, il repart en Russie, où il se marie,. Selon Mediapart, ce mariage lui permet d'obtenir la double-nationalité et d’approcher les oligarques russes, de même que son mariage en 2006 avec une Syrienne de confession alaouite liée à la famille Assad lui permet « d’entrer dans le cercle étroit des instances dirigeantes » syriennes.
George Haswani est l'un des plus influents hommes d'affaires de Syrie. Il détient la compagnie de construction et d'ingénierie HESCO, surnommée « l'empire pétrolier » dans les sphères du régime syrien. Les clients d'HESCO sont les sociétés publiques de pétrole et de gaz, le ministères de l’énergie, du pétrole et des ressources minérales, de l’Industrie et de la défense syriens[réf. souhaitée].
HESCO représente la société russe Stroytransneft, détenue par l’oligarque russe Guennadi Timtchenko, en Syrie, elle en est le sous-traitant. Haswani assure la représentation de la société russe en Syrie et fait le lien avec le régime Assad,. Stroytransgaz et HESCO coopèrent aussi dans le bassin pétrolifère du Melout au Soudan, ainsi qu’en Algérie et aux Émirats arabes unis[réf. souhaitée].
La société HESCO est dissoute le 17 novembre 2020, trois mois et demi après l'explosion du port de Beyrouth.
Il aurait joué un rôle dans l'hébergement et la libération des treize sœurs de Maaloula en 2014, servant de négociateur entre le régime de Damas et le Front al-Nosra,.
Avec la Direction de l'Intelligence militaire, des services secrets syriens, il finance et fonde une milice pro-régime, Dir al-Qalamoun (les Forces du bouclier de Qalamoun),,.

## Trafics et sanctions internationales
Il sert d'intermédiaire pour acheter du pétrole à l’État Islamique pour le compte du régime syrien de Bachar el-Assad, ce qui lui vaut d'être placé sous sanctions européennes en mars 2015 puis sous sanctions des États-Unis en novembre[réf. souhaitée]. Sa compagnie est également placée sous sanctions,. Il est également soupçonné d'avoir servi d'intermédiaire pour l'achat de pétrole à Jabhat al-Nosra pour le régime syrien.
Ziad Majed explique qu'Haswani est chargé de négocier les contrats avec Daech, produit l'électricité nécessaire à la production de pétrole, négocie la protection des ingénieurs russes sur place permettant leurs déplacements « vers l’aéroport de Deir ez-Zor où le régime avait conservé une présence militaire. En échange, les djihadistes et lui se partageaient les recettes du pétrole et de l’électricité. Après l’opération menée par les forces spéciales américaines à Deir ez-Zor au cours de laquelle Abou Sayyaf a été tué, des documents retrouvés chez lui ont montré des accords signés par Haswani ».
Il est également accusé de servir d'intermédiaire entre la Russie et la Syrie pour divers trafics et est réputé avoir des liens étroits avec Bachar el-Assad,. L’Union européenne écrit qu'il « entretenait des relations étroites avec le régime syrien qui lui assurait son soutien pour son rôle de médiateur pétrolier entre l’EI et Damas »[réf. souhaitée].
Jean-Pierre Perrin le décrit ainsi : « c’est plus un chef de gang qu’un entrepreneur ».

## Soupçons liés aux explosions dans le port de Beyrouth
En janvier 2021, la chaîne al-Jadeed, diffuse une enquête du documentariste Firas Hatoum, qui fait le lien entre plusieurs sociétés-écrans dont celle de George Haswani, et le nitrate d'ammonium ayant provoqué les explosions dans le port de Beyrouth le 4 août 2020. Il est soupçonné d'avoir acheté, via sa compagnie Hesco, le nitrate d’ammonium, afin de le fournir au régime syrien, qui utilise notamment ce composé pour la fabrication des bombes-barils,.  
George Haswani avait déjà été accusé d'avoir essayé de faire parvenir du nitrate d'ammonium au régime syrien. Les frères Imad et Mudallal Khouri, deux hommes d'affaires syro-russes également, sont eux-aussi soupçonnés,,.  
Pour Jean-Pierre Perrin, « c’est plus un chef de gang qu’un entrepreneur »  

## Famille
Son fils, Bassel Haswani, détient Massa for Oil Production, firme spécialisée dans le commerce de dérivés pétroliers et la construction d'installations pétrolières et jouit d'une forte influence à Damas et dans les environs en raison de la situation sociale et financière de son père. Selon AlHurra, il est connu pour se promener armé et entouré d'un groupe de ses militants, ainsi que pour son soutien absolu au régime de Bachar el-Assad.
Le 19 janvier 2021, quelques jours après la publication d'informations liant son père à l'explosion du port Beyrouth, il est victime d'une tentative d'assassinat. Le journaliste syrien Ayman Abdel Nour, évoque deux théories concernant cet évènement : soit Bassel « avait besoin d'une excuse pour quitter la Syrie et se rendre en Russie, où son père et sa sœur vivent dernièrement, il a donc orchestré la tentative», soit la tentative d'assassinat « est un message direct du régime syrien à George Haswani concernant les circonstances de l'explosion du port de Beyrouth, dénotant que Haswani aurait joué le rôle d'intermédiaire dans l'expédition du nitrate d'ammonium uniquement en échange d'une commission financière ».